# Ammi Moussa (distrito)
Ammi Moussa é um distrito localizado na província de Relizane, Argélia, e cuja capital é a cidade de mesmo nome. A população total do distrito era de 42 728 habitantes, em 2008.[carece de fontes?]

## Comunas
O distrito está dividido em quatro comunas:
- Ammi Moussa
- Ouled Aiche
- El Ouldja
- El Hassi